# Ober-Olmer Wald

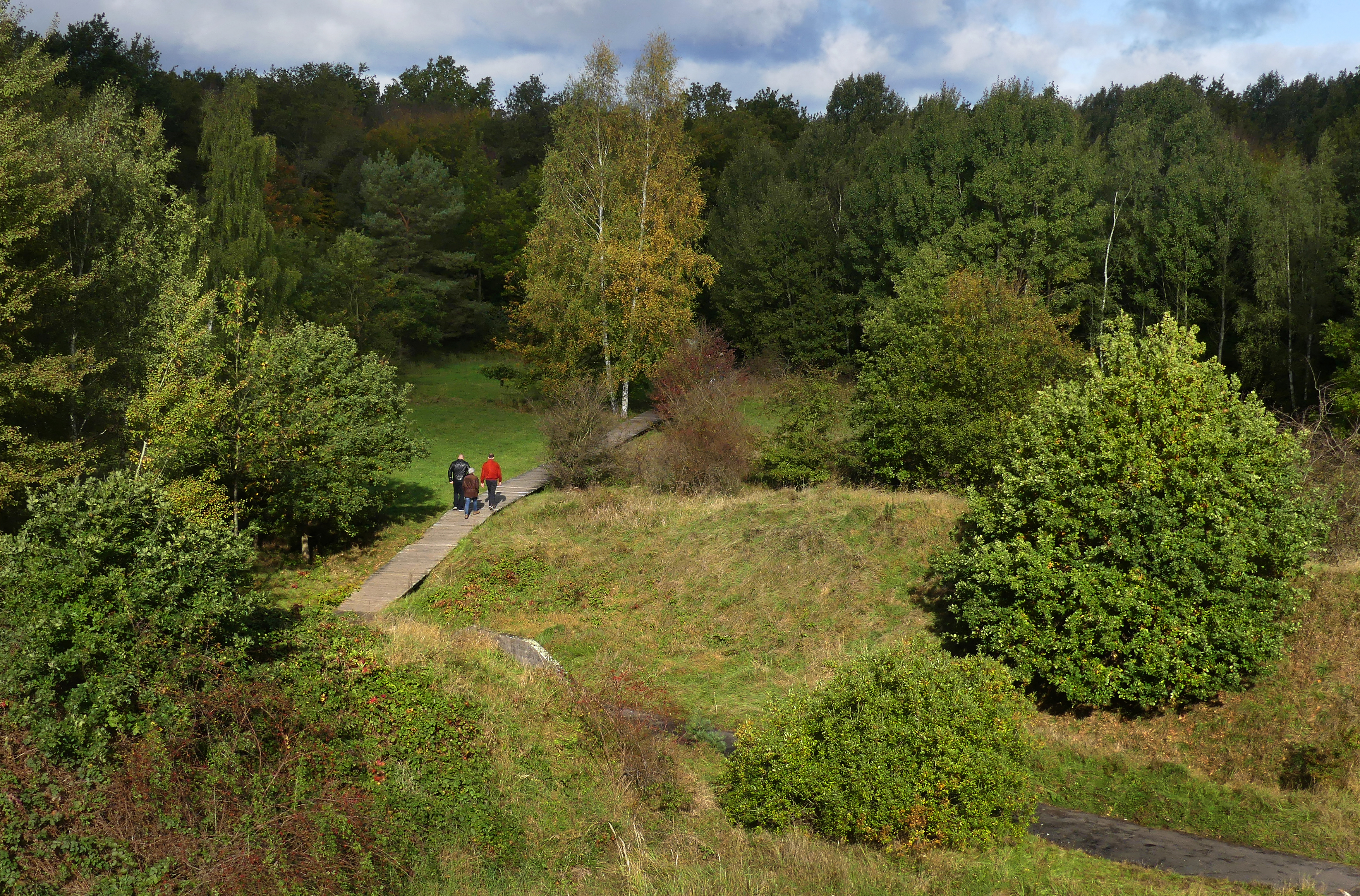
Blick vom Hügel der Freundschaft

Der Ober-Olmer Wald ist ein Waldgebiet in Rheinhessen/Rheinland-Pfalz zwischen Mainz-Finthen, Mainz-Lerchenberg, Wackernheim und Ober-Olm. Mit einer Fläche von circa 350 Hektar ist er heute eines der größten zusammenhängenden Wald- und Naherholungsgebiete im ansonsten waldarmen Rheinhessen und von besonderem Wert für den Arten- und Biotopschutz.
Ehemals umfasste die zusammenhängende Waldfläche, zu der der heutige Ober-Olmer Wald gehörte, 6.000 Hektar und reichte bis Ingelheim. Im Laufe der Jahrhunderte schrumpfte die Waldfläche erheblich. Nach dem Ersten Weltkrieg gab es z. B. starke Einschläge zur Brennholzgewinnung. Nach dem Zweiten Weltkrieg hatte der Wald eine Größe von 427 Hektar und verlor weiter an Fläche. Im Jahr 1951 wurde das Gebiet von der United States Army beschlagnahmt und bis 1991 militärisch (u. a. für NIKE-Stellungen) genutzt. Nach dem Ende des Kalten Krieges wurden die Stellungen abgebaut und ab Mitte der neunziger Jahre wurde der Wald mit seinen zahlreichen – dann nicht mehr genutzten – militärischen Anlagen im Rahmen des Ökologischen Modellprojektes Konversion Ober-Olmer-Wald wieder der zivilen Nutzung zugeführt. Im Zuge der Demilitarisierung wurden 58 Gebäude abgerissen, 13.100 Meter Zaun wurden entfernt und 50.000 Quadratmeter Fläche wurden entsiegelt. Als Kunstobjekt wurde der Hügel der Freundschaft errichtet, dessen Treppenstufen mit Friedensbotschaften versehen wurden. Dazu sind 2002 Kunst-Stelen gekommen, die Menschen aus Russland, den USA und Deutschland und ihr Schicksal zu Zeiten des Kalten Krieges thematisieren.
Das Forstamt Rheinhessen kündigte 2010 unter der Überschrift Neuer Wald für Rheinhessen an, den Waldanteil in der Region durch Erstaufforstungen zu erhöhen. So soll im Randbereich des Ober-Olmer Waldes ein neuer 32 Hektar großer biologisch gesunder Laubmischwald entstehen, „der das bisherige Waldareal in idealer Weise ergänzt“. Anfang 2017 wurde der Ober-Olmer Wald zusammen mit angrenzenden Gebieten zum Naturschutzgebiet Wiesen am Layenhof – Ober-Olmer Wald erklärt. Der Ober-Olmer Wald hat zugleich den Schutzstatus eines Natura 2000-Gebietes. Zahlreiche seltene und gefährdete Arten der so genannten Roten Liste, wie Orchideen oder Amphibien, haben hier im Schutzgebiet einen Lebensraum gefunden.
Von 1994 bis 2020 war Jürgen Koch Förster des Ober-Olmer Waldes, in seine Zeit fiel die Umwandlung des Gebiets, das zu großen Teilen eine Militärbasis war, in ein Naturschutzgebiet. Sein Nachfolger Jan Hoffmann kündigte 2020 an, ein Umweltbildungszentrum in einem neu errichteten Ausstellungs- und Veranstaltungsgebäude neben dem alten Forsthaus aufbauen zu wollen, das 2021 mit der Ausstellung Alter Falter eröffnet wurde.
Im Januar 2023 gab das zuständige Forstamt bekannt, dass etwa 50 Küstentannen, die vor über 60 Jahren in der Nähe des Forsthauses gepflanzt wurden, auf Grund des Klimawandels und der Dürresommer teilweise abgestorben seien und Passanten gefährden würden. Sie wurden gefällt, der Wald solle sich an dieser Stelle weitgehend selbst regenerieren.

## Fotogalerie

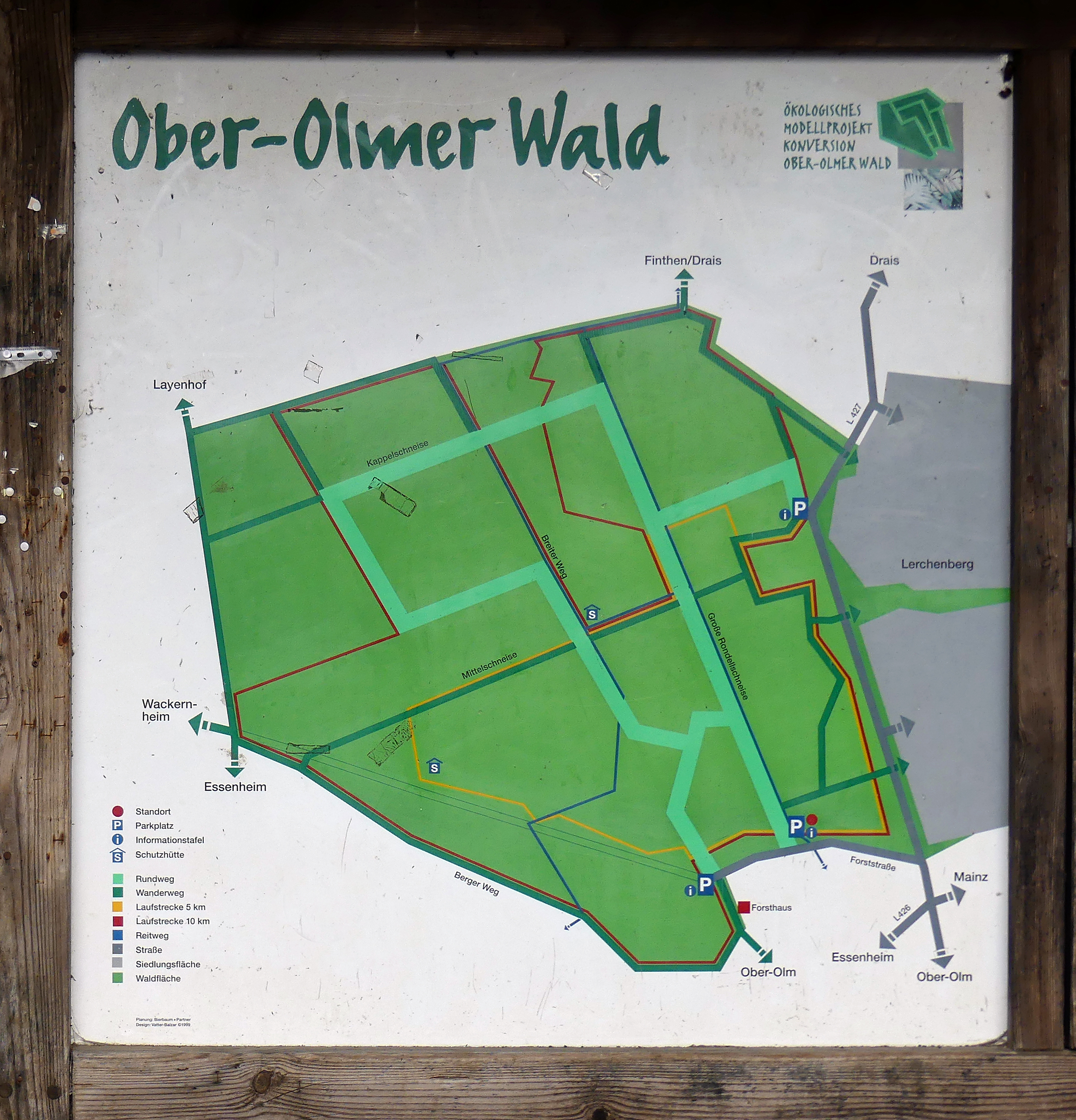
Karte mit Wander- und Laufwegen
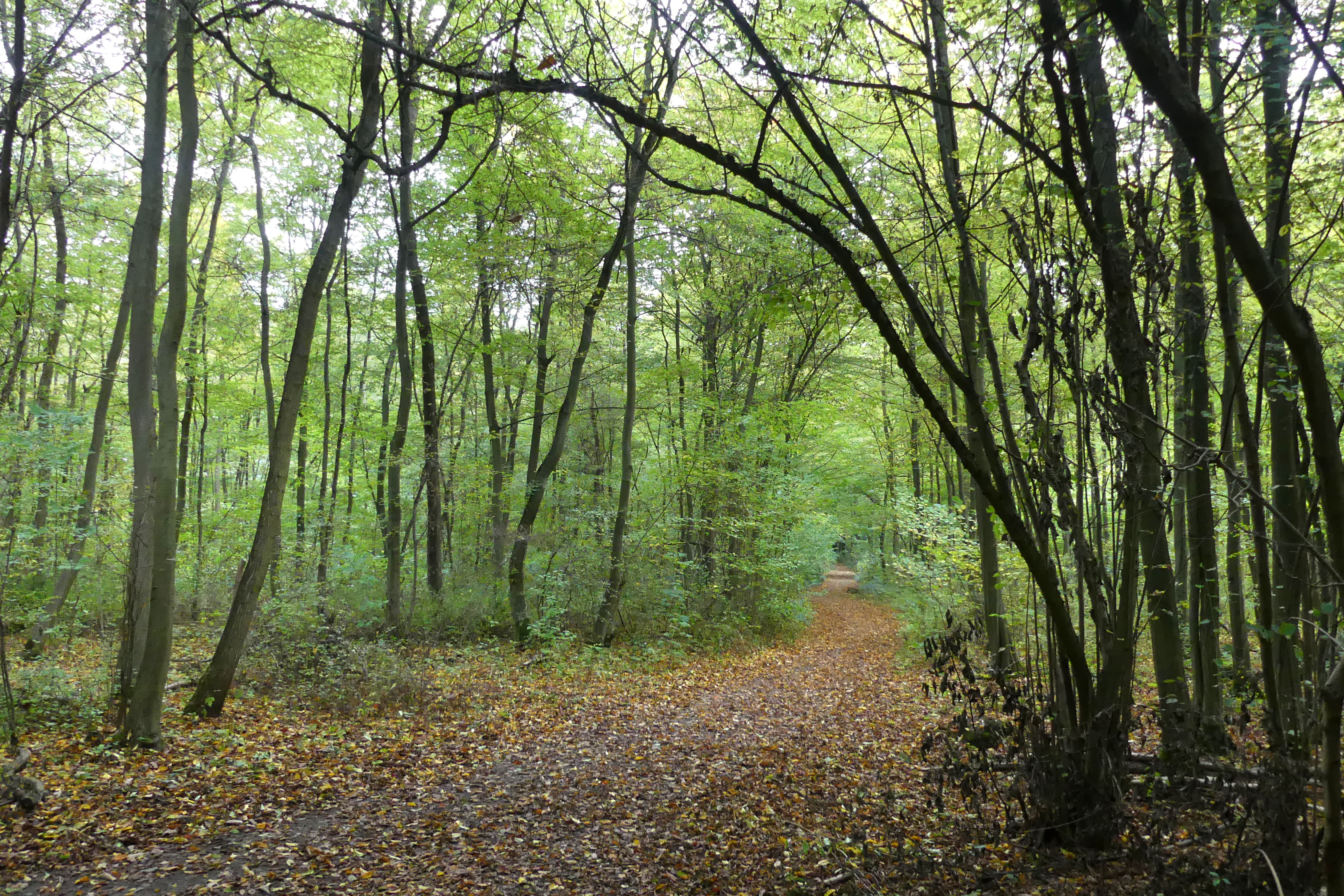
Das Wegenetz ist 25 km lang – aber es gibt auch für Tiere abgegrenzte Gebiete
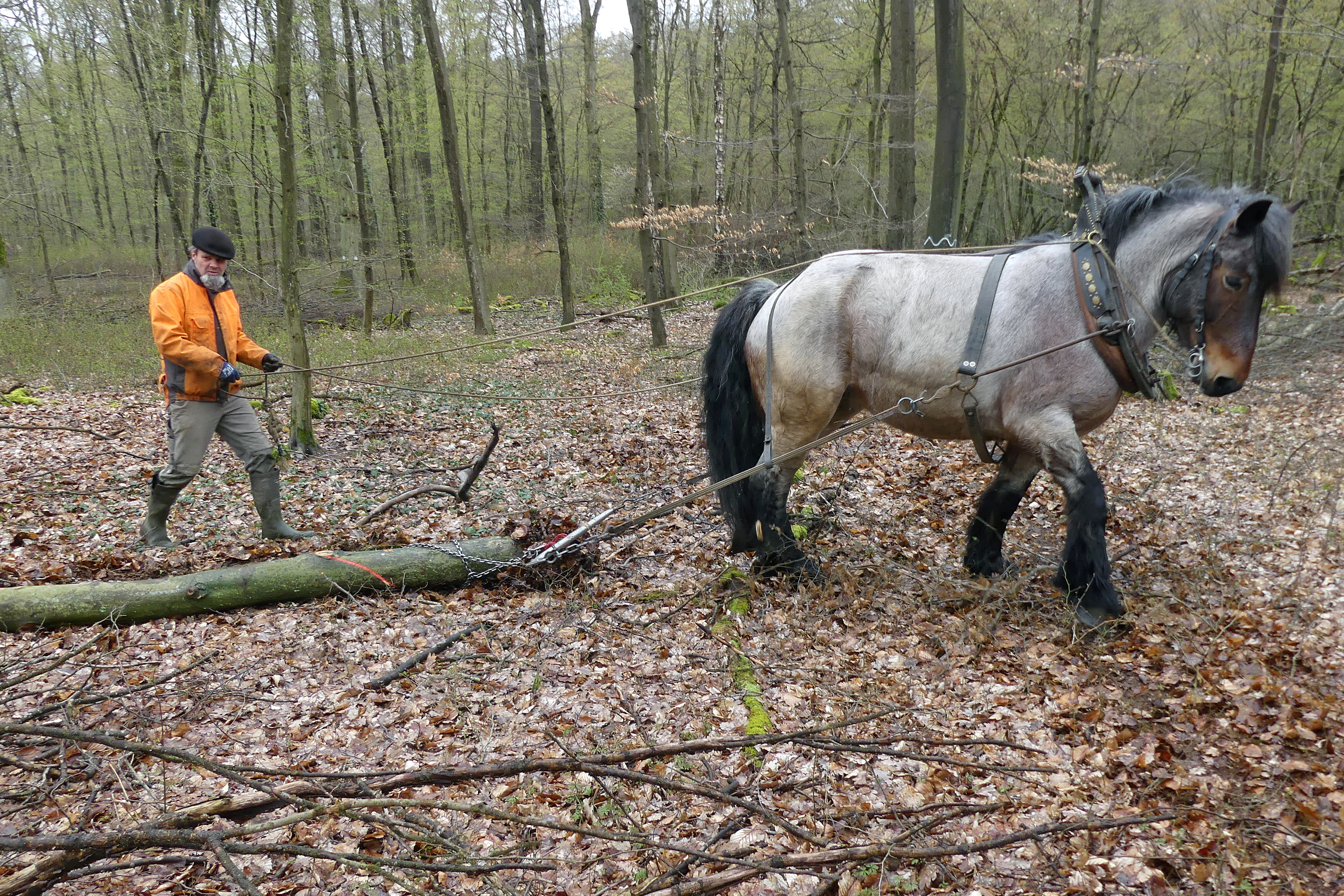
Bodenschonende Waldarbeiten mit Rückepferd im Ober-Olmer Wald
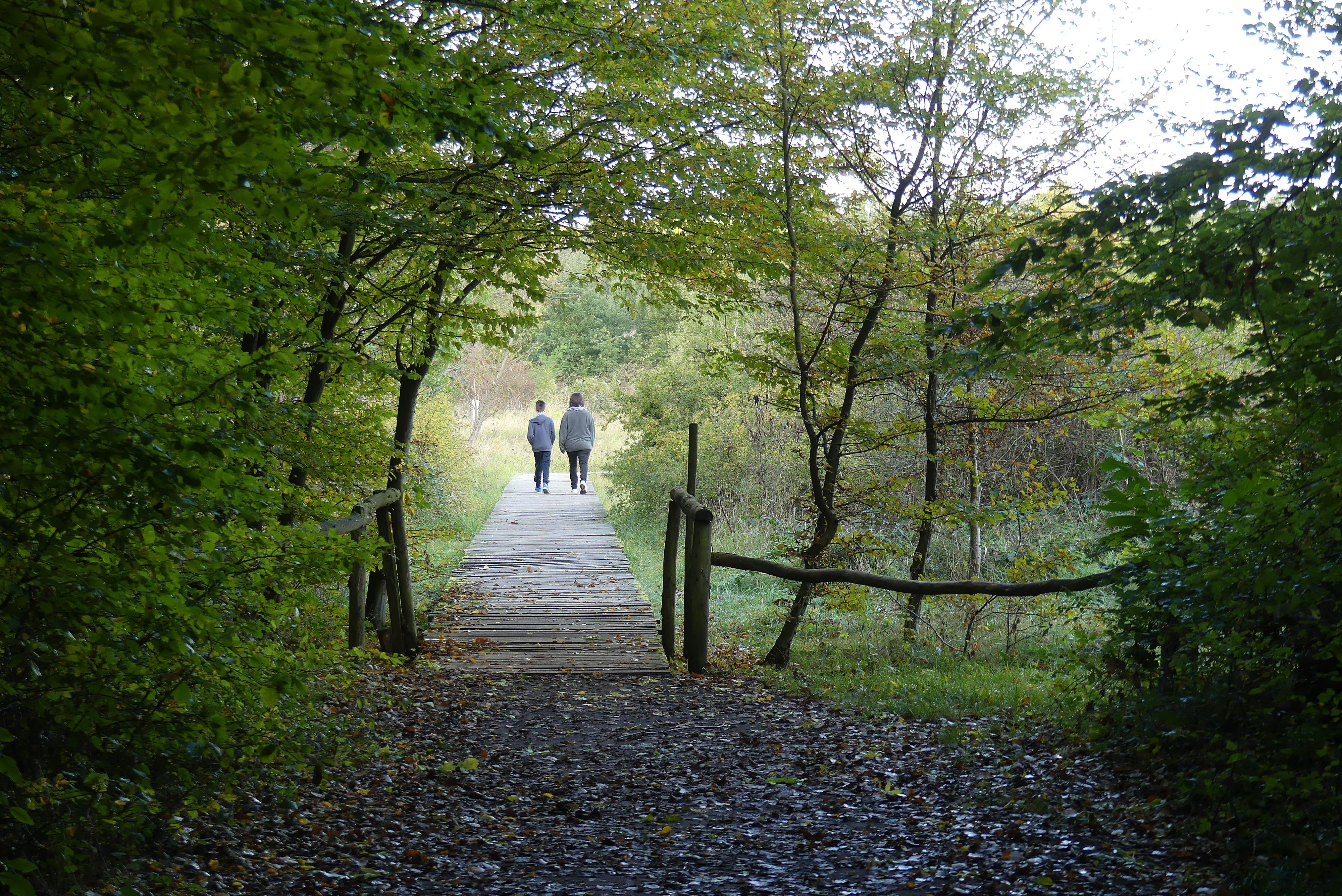
Übergang vom Wald in die Offenfläche
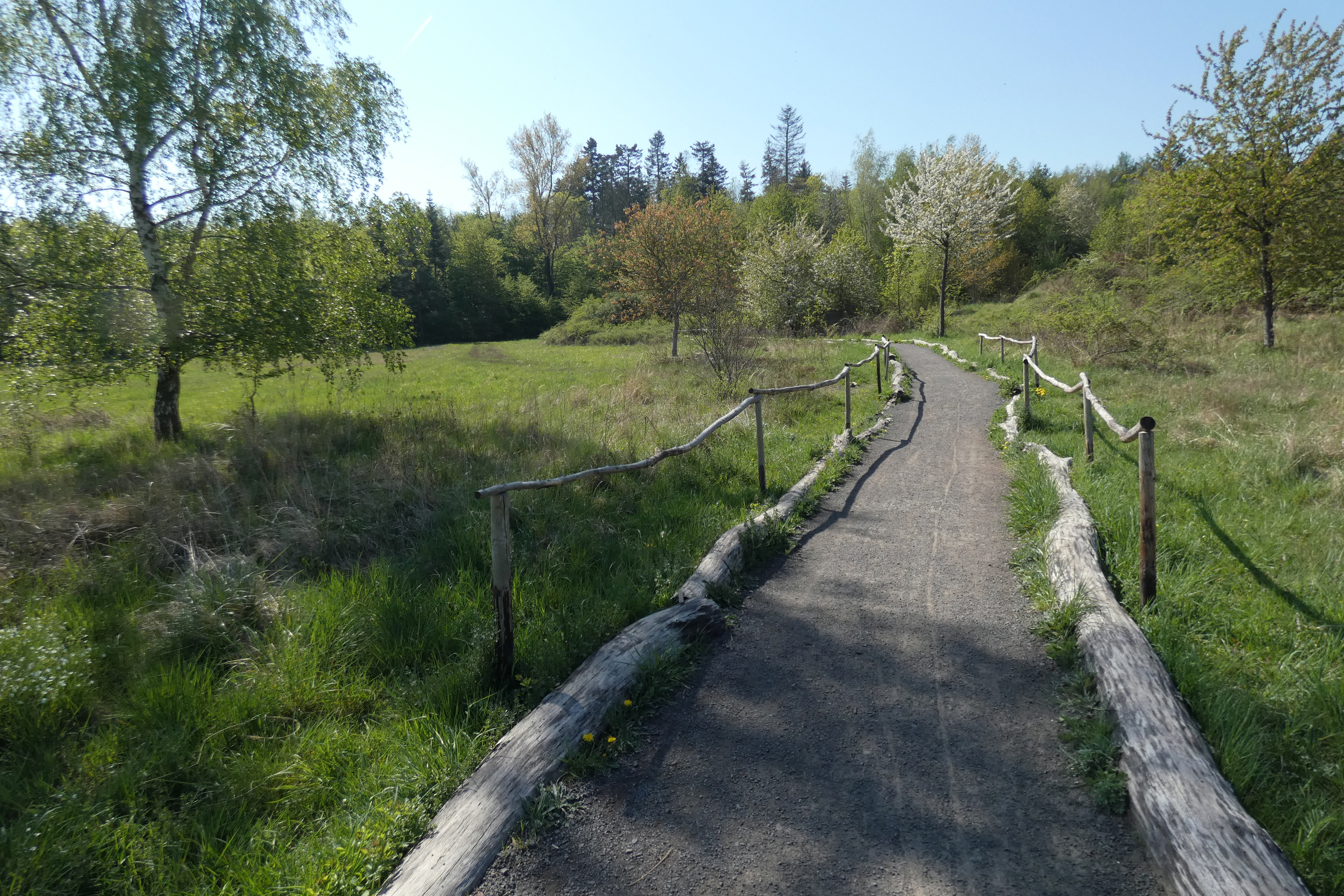
Unterschiedliche Landschaftstypen kennzeichnen das Gebiet
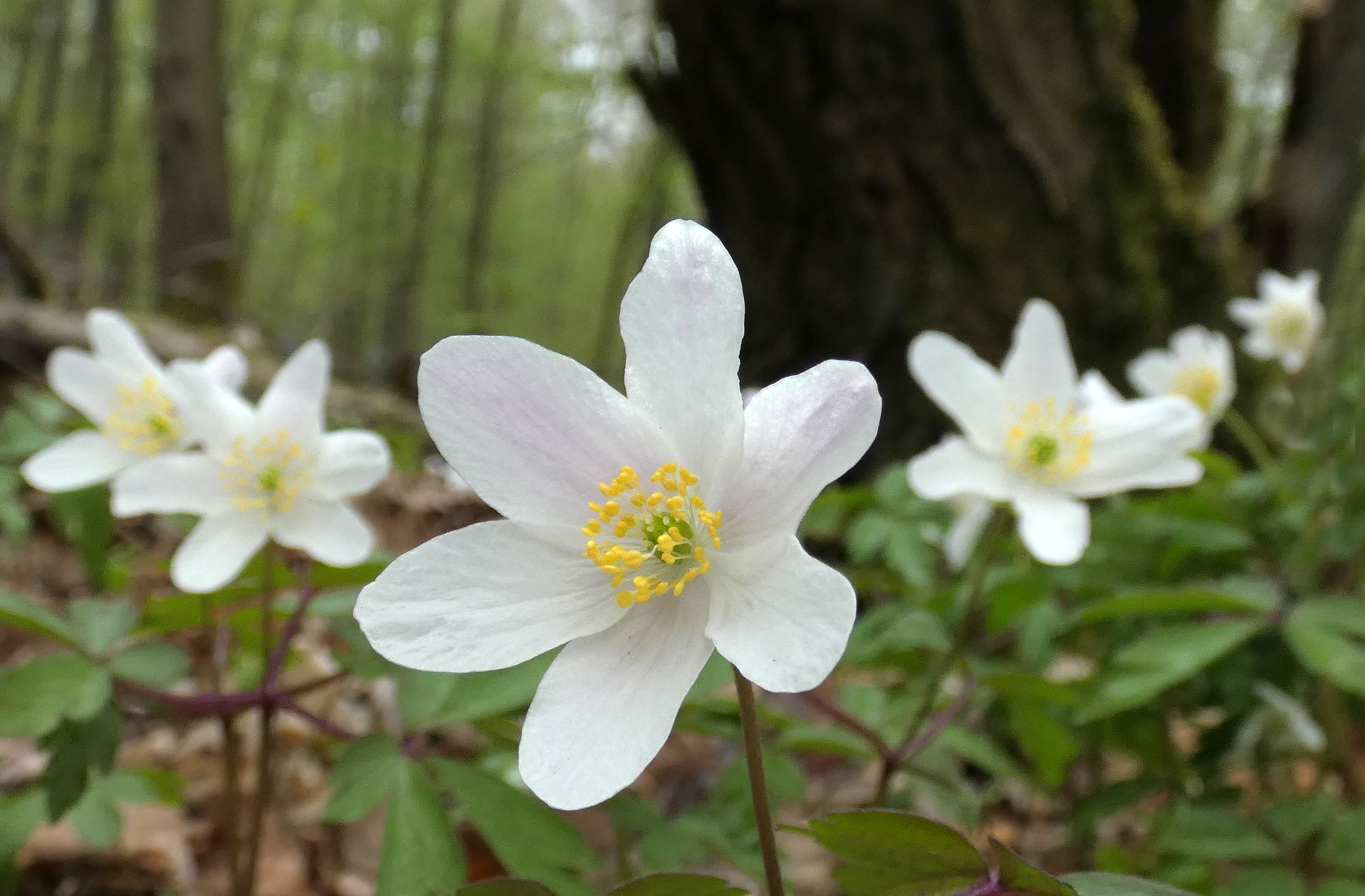
Das Buschwindröschen blüht früh im Jahr
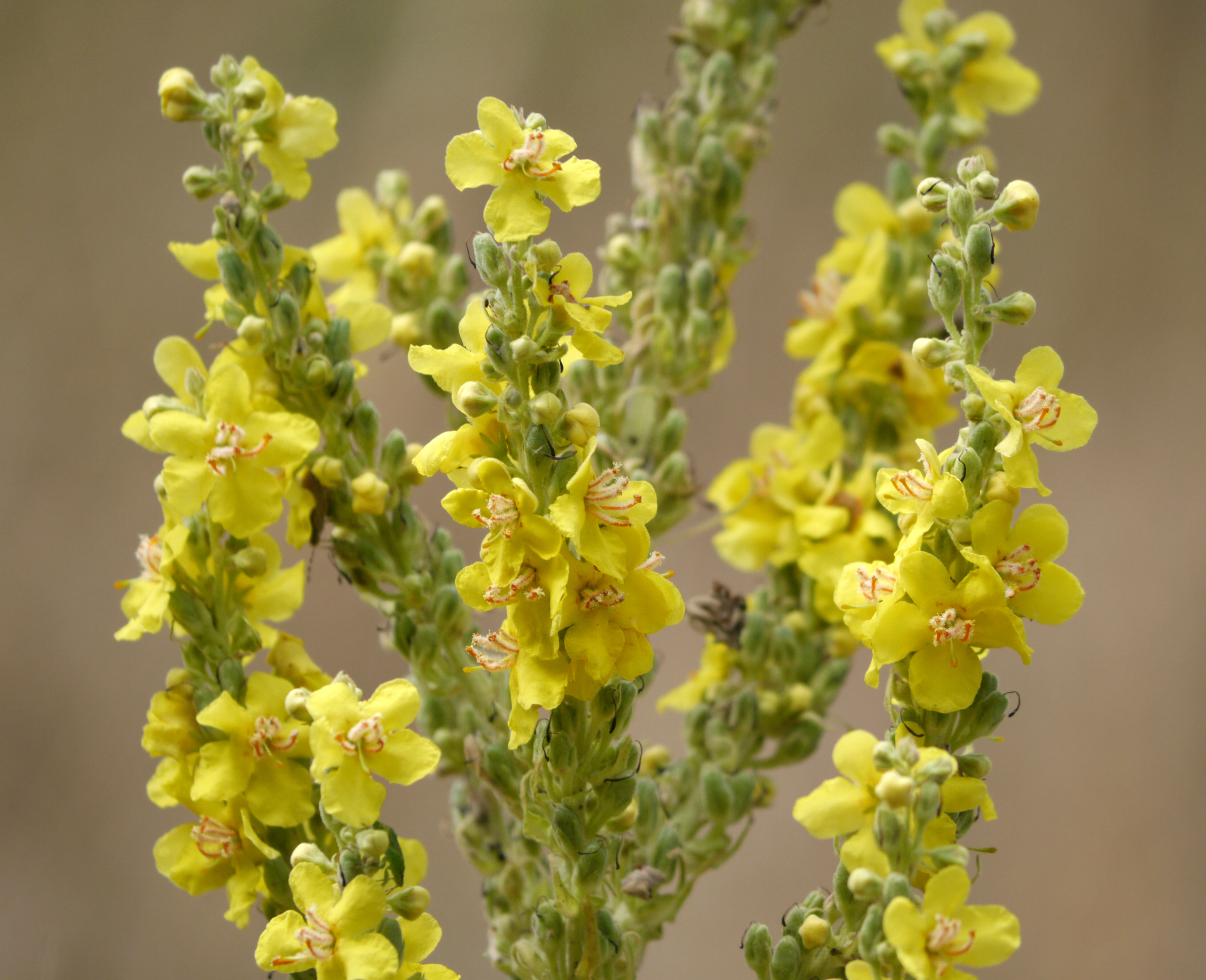
Die Schwarze Königskerze
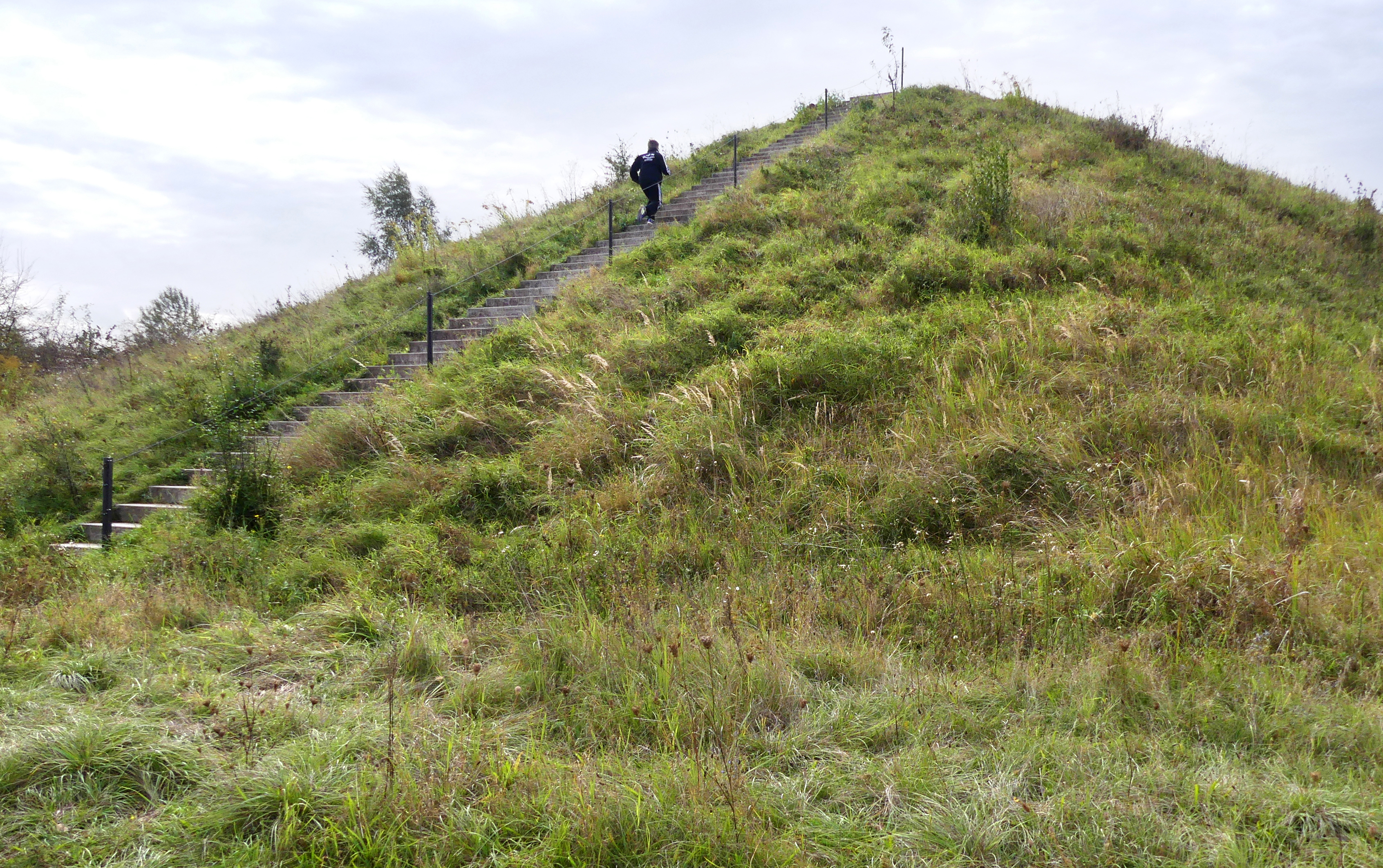
Der Hügel der Freundschaft – ein Kunstprojekt
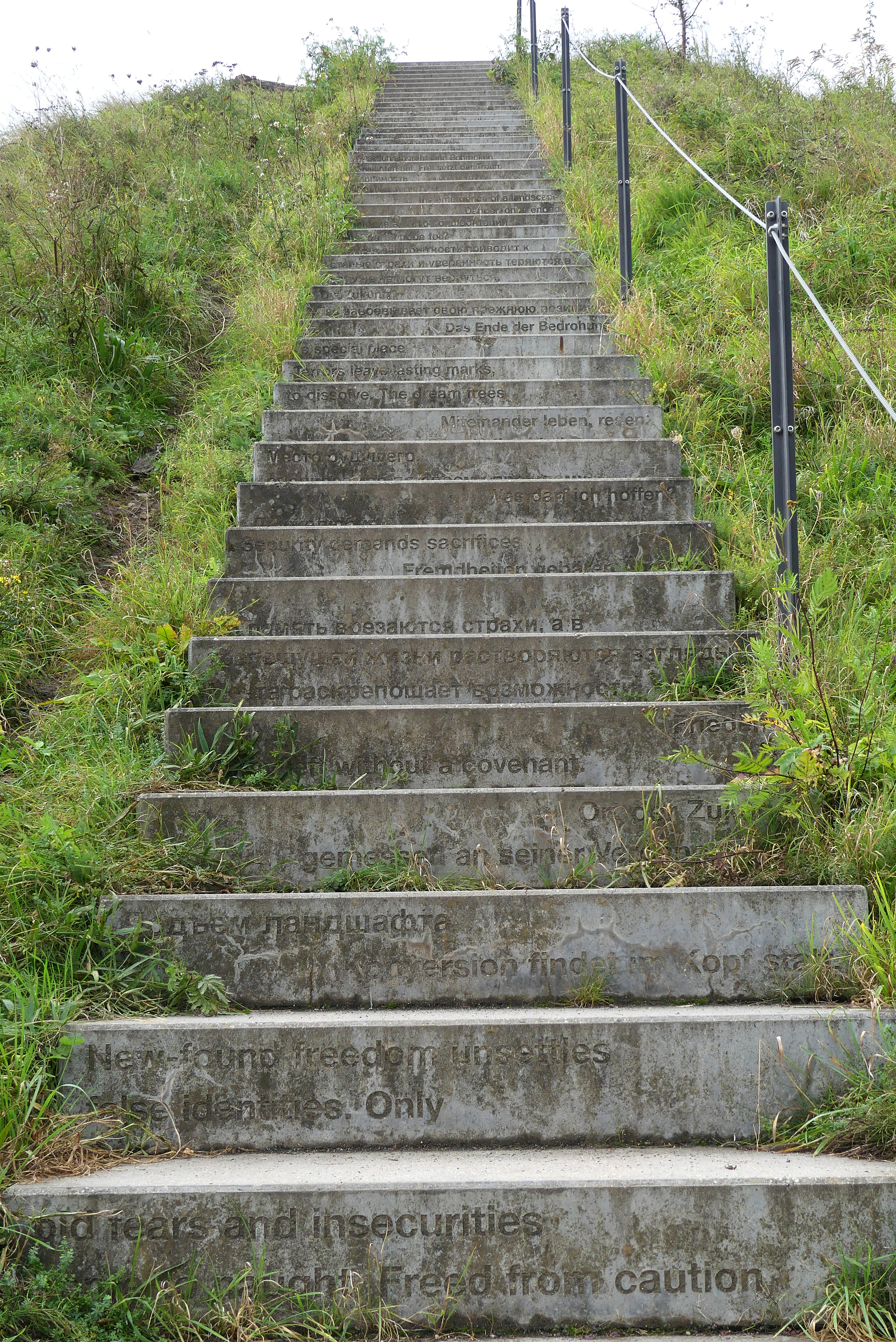
Auf der Treppe des Hügels Friedensbotschaften …
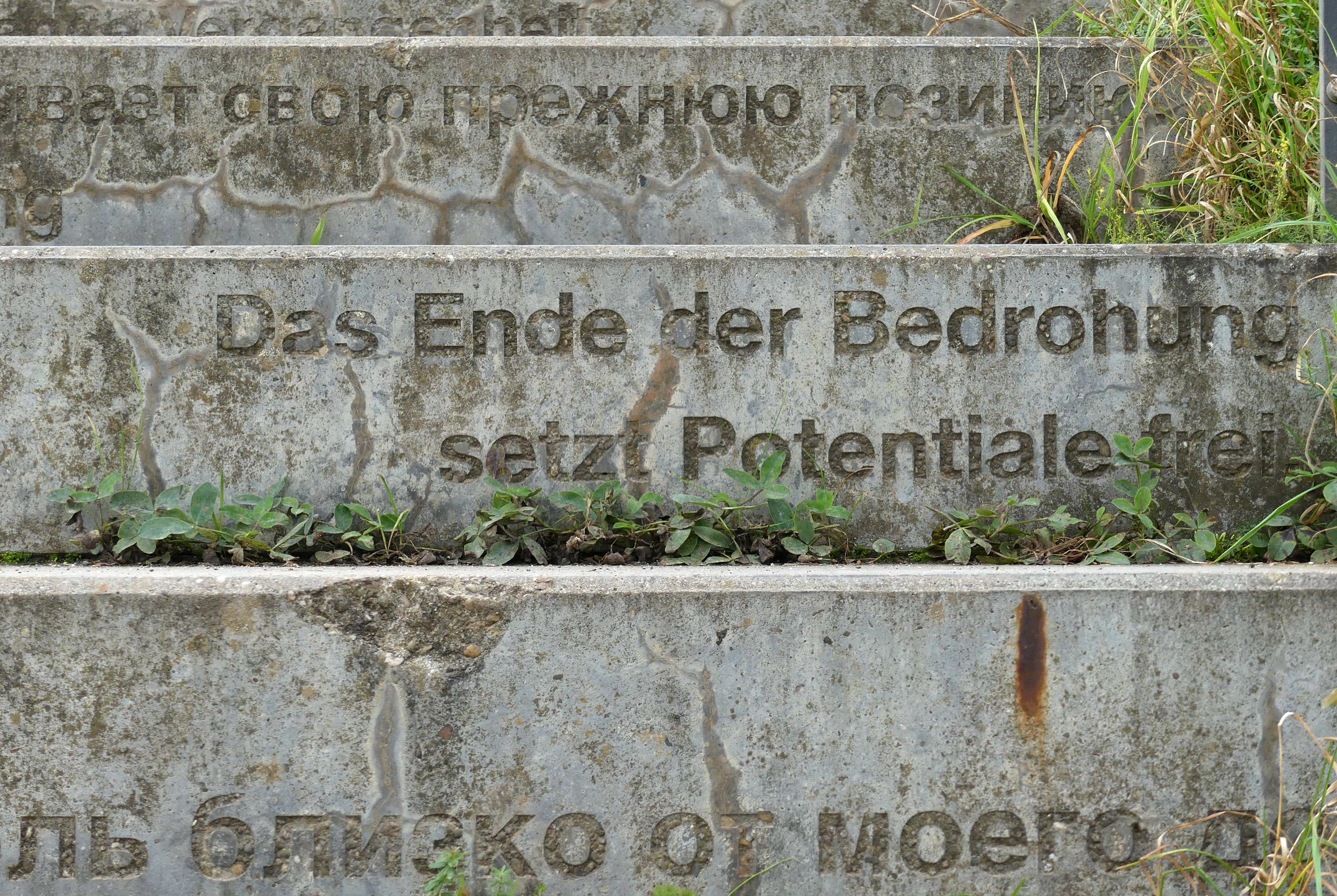
…  in verschiedenen Sprachen
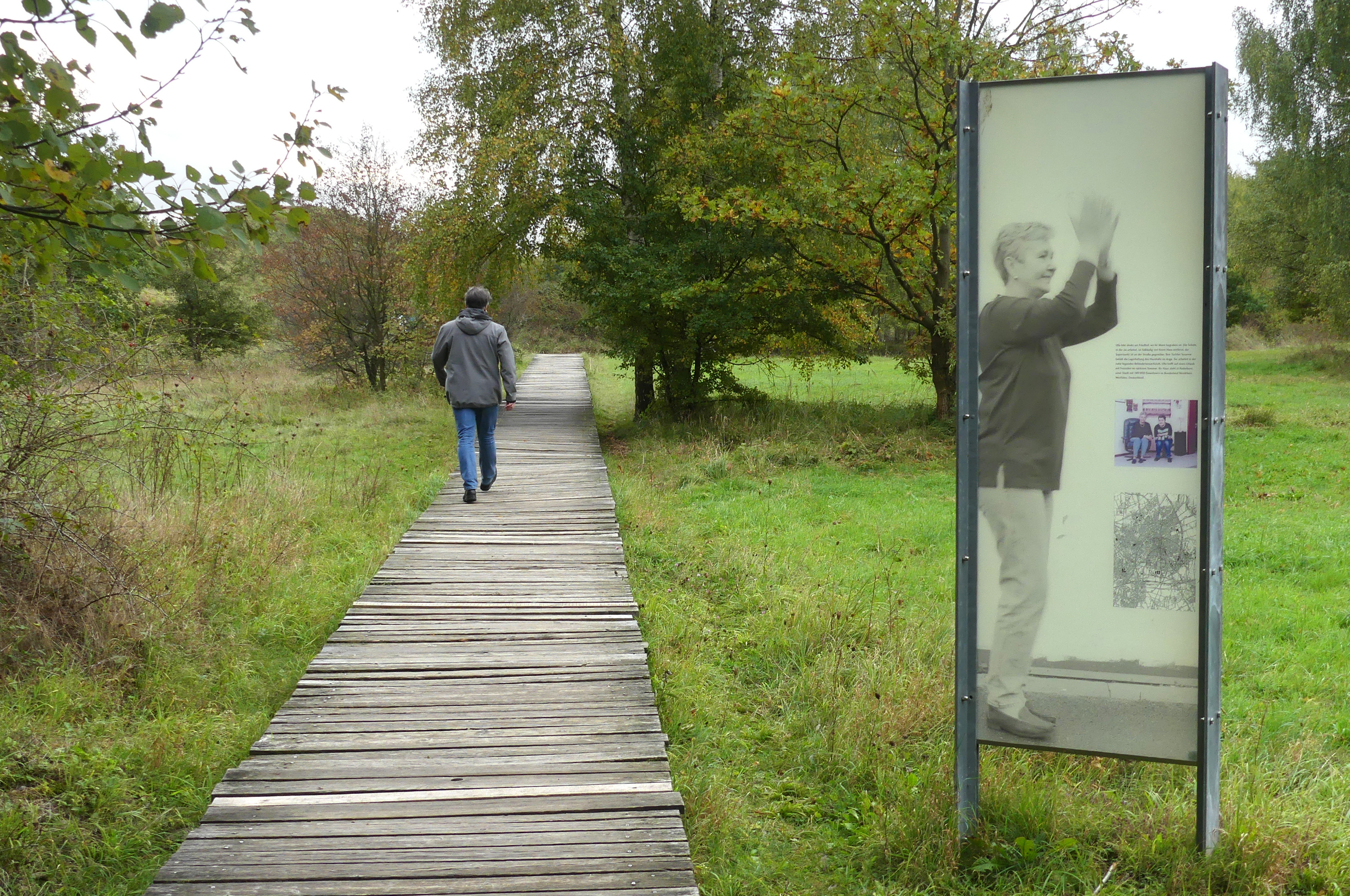
Kunststelen, die an Menschen und Militärgeschichte erinnern sollen
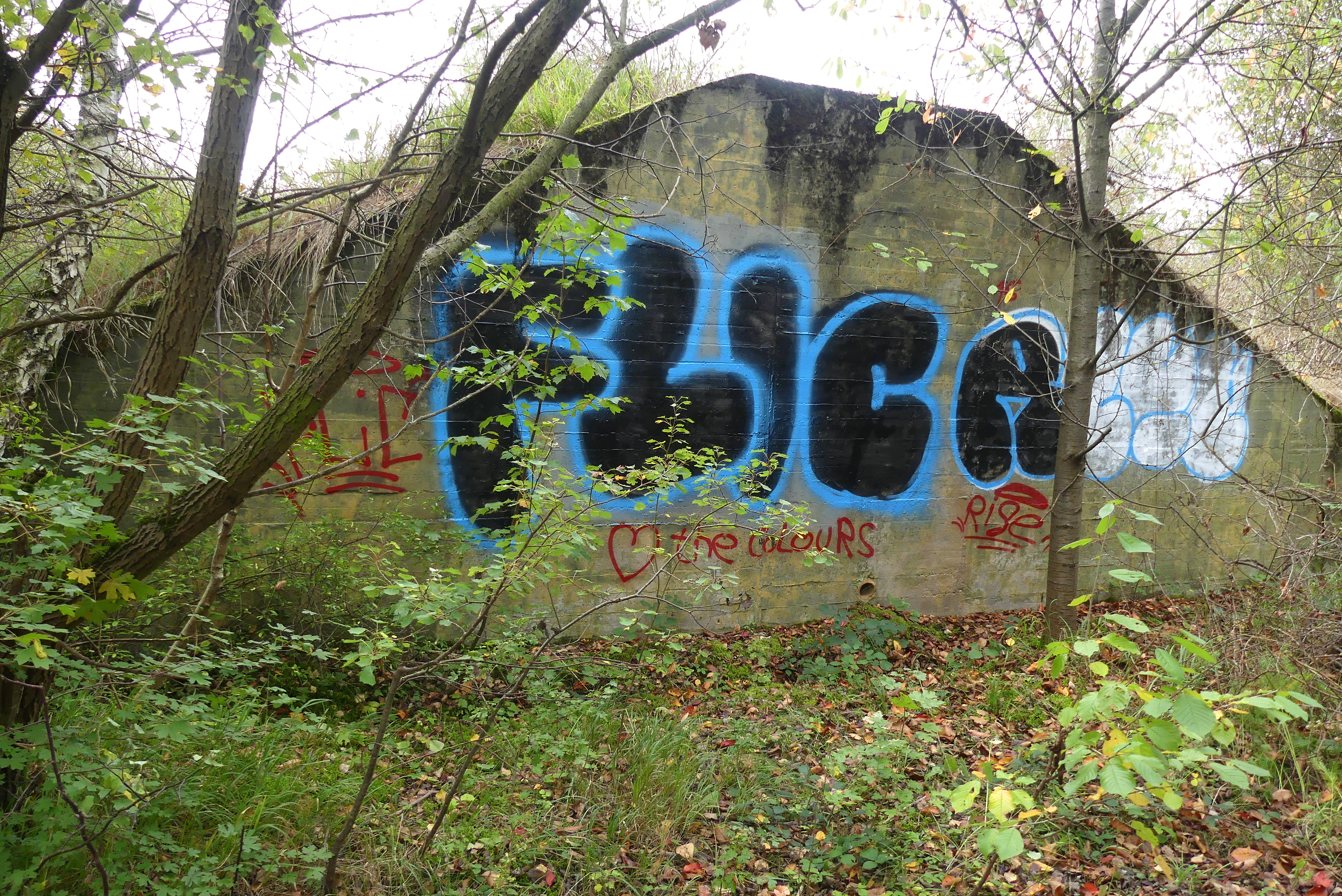
Graffiti an den letzten  militärischen Bauhinterlassenschaften
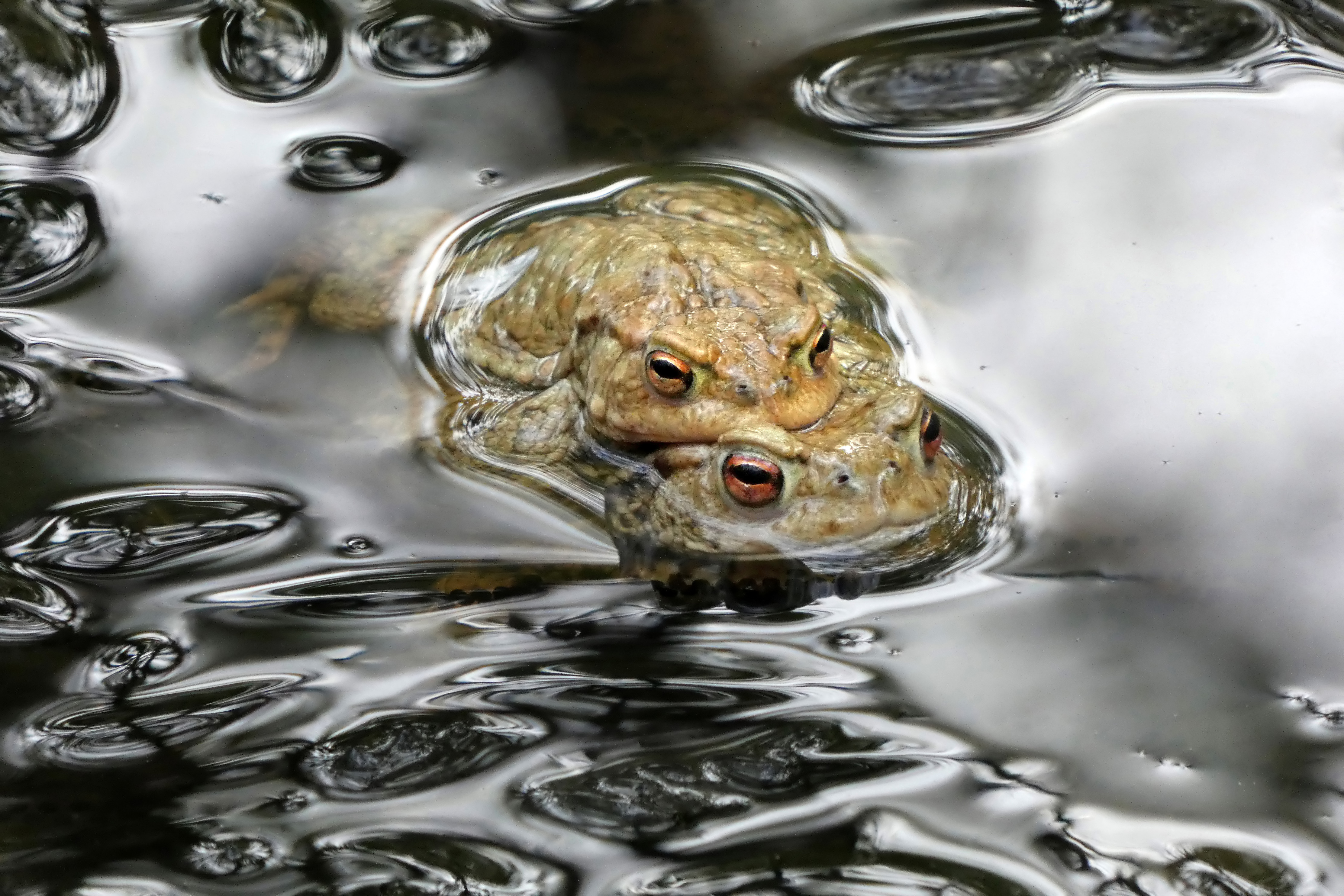
Kleine Tümpel sind ein Paradies für Amphibien
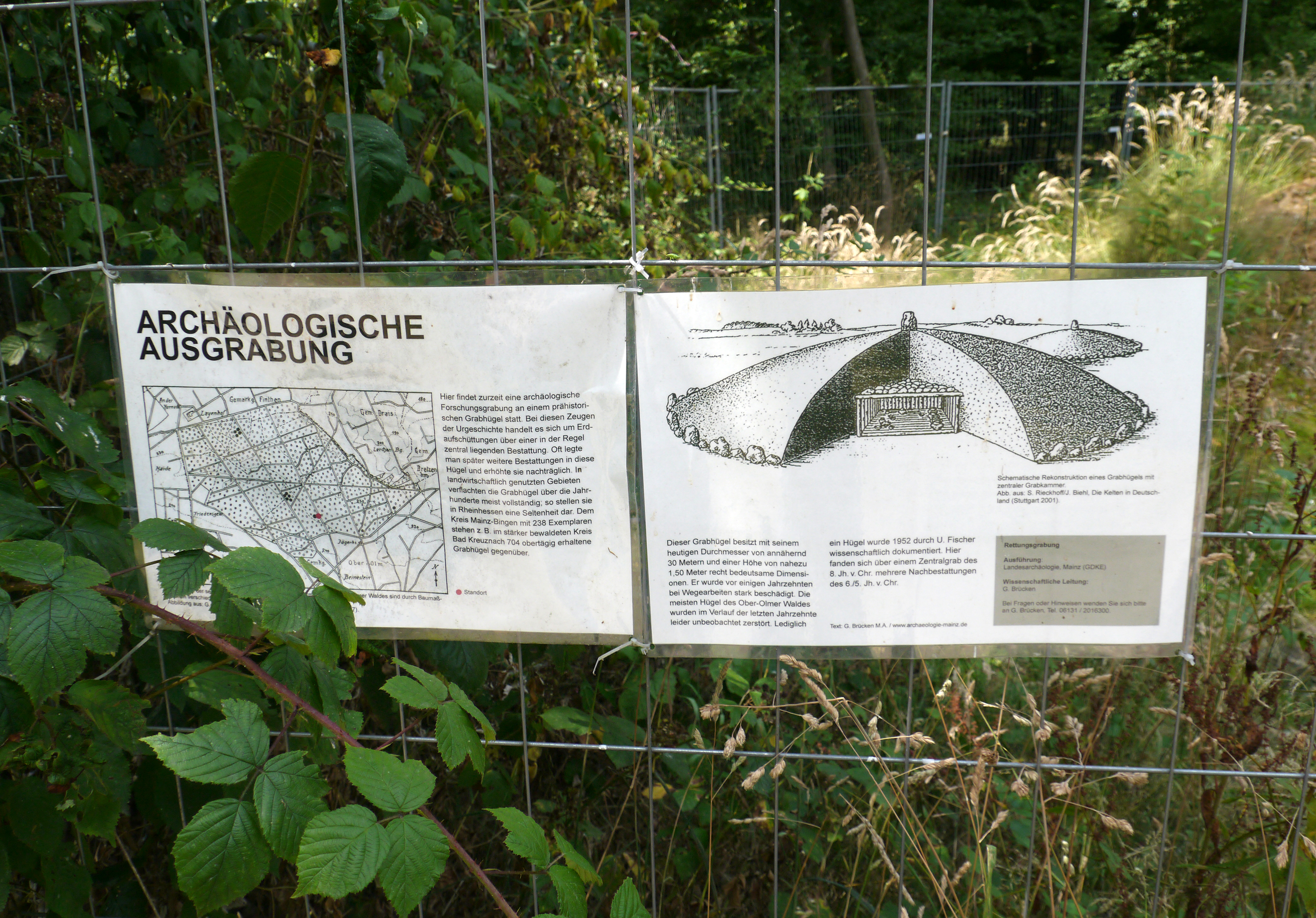
Grabungsarbeiten an einem Hünengrab (2015)
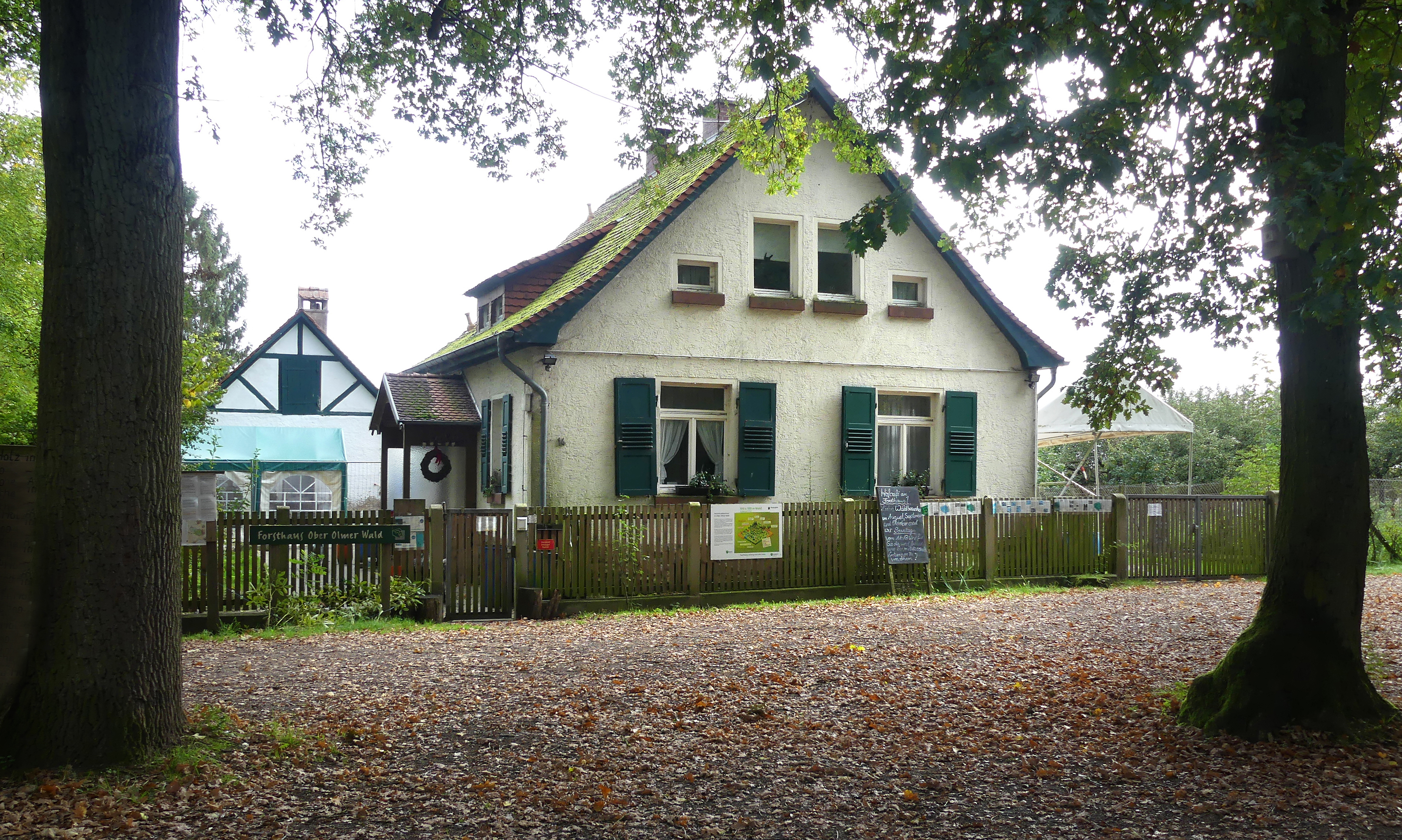
Das Ober-Olmer Forsthaus
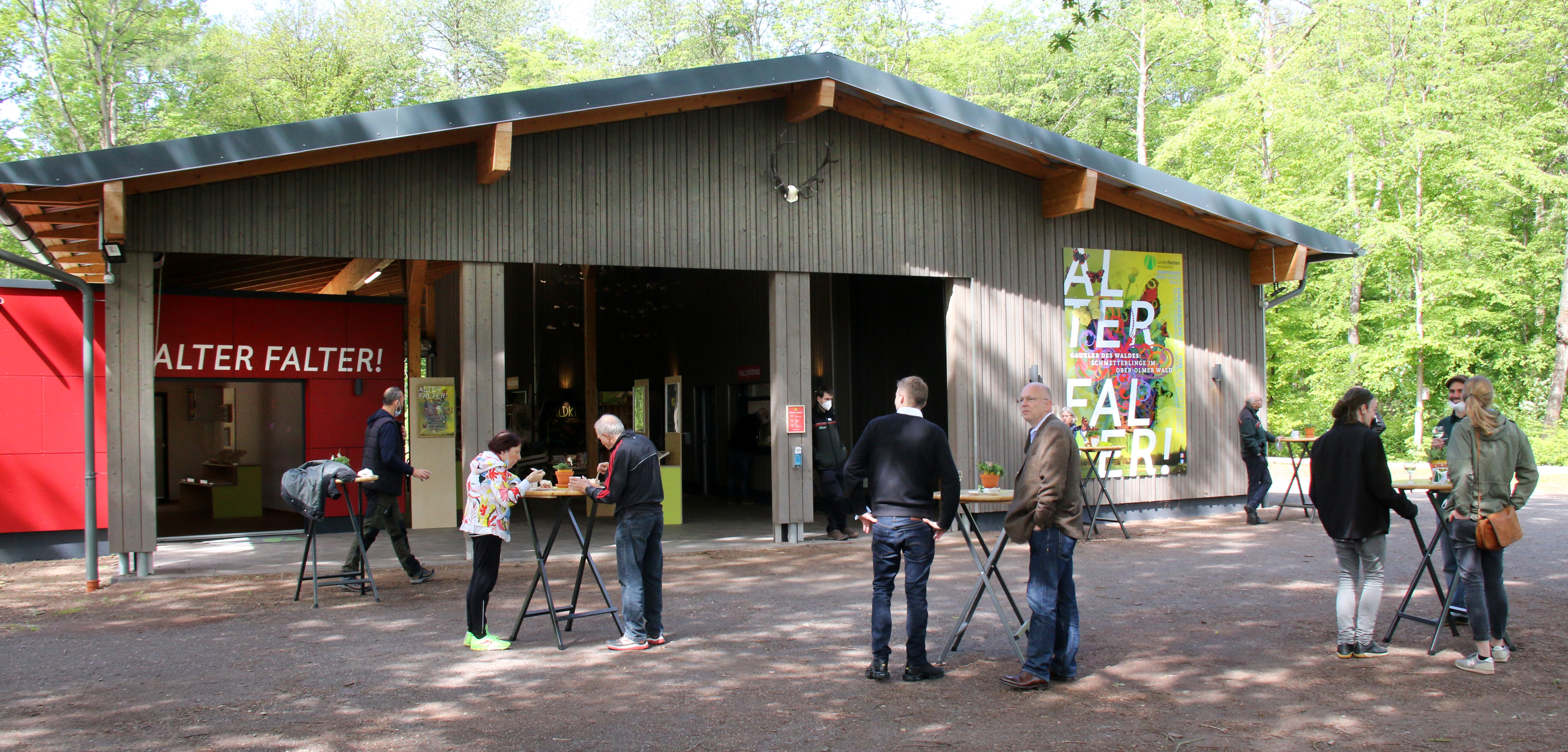
Das Wald-Naturschutz-Zentrum neben dem alten Forsthaus – Eröffnung im Mai 2021 unter Corona-Bedingungen
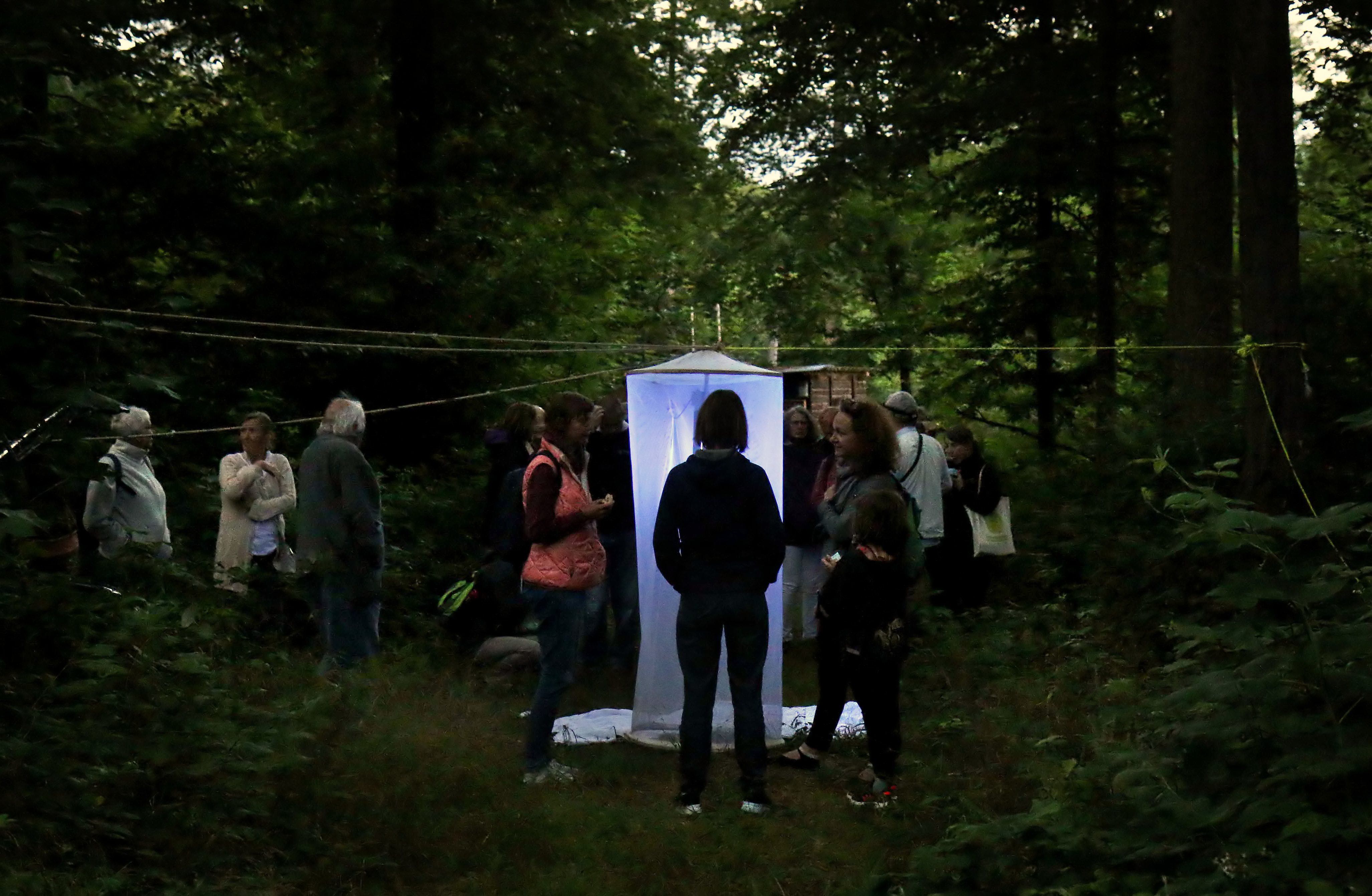
Anlocken plus Artenbestimmung von Nachtfaltern mit Hilfe eines Leuchtturms. Mehr als 430 Schmetterlinge wurden bisher (6/2022) im Ober-Olmer-Wald nachgewiesen
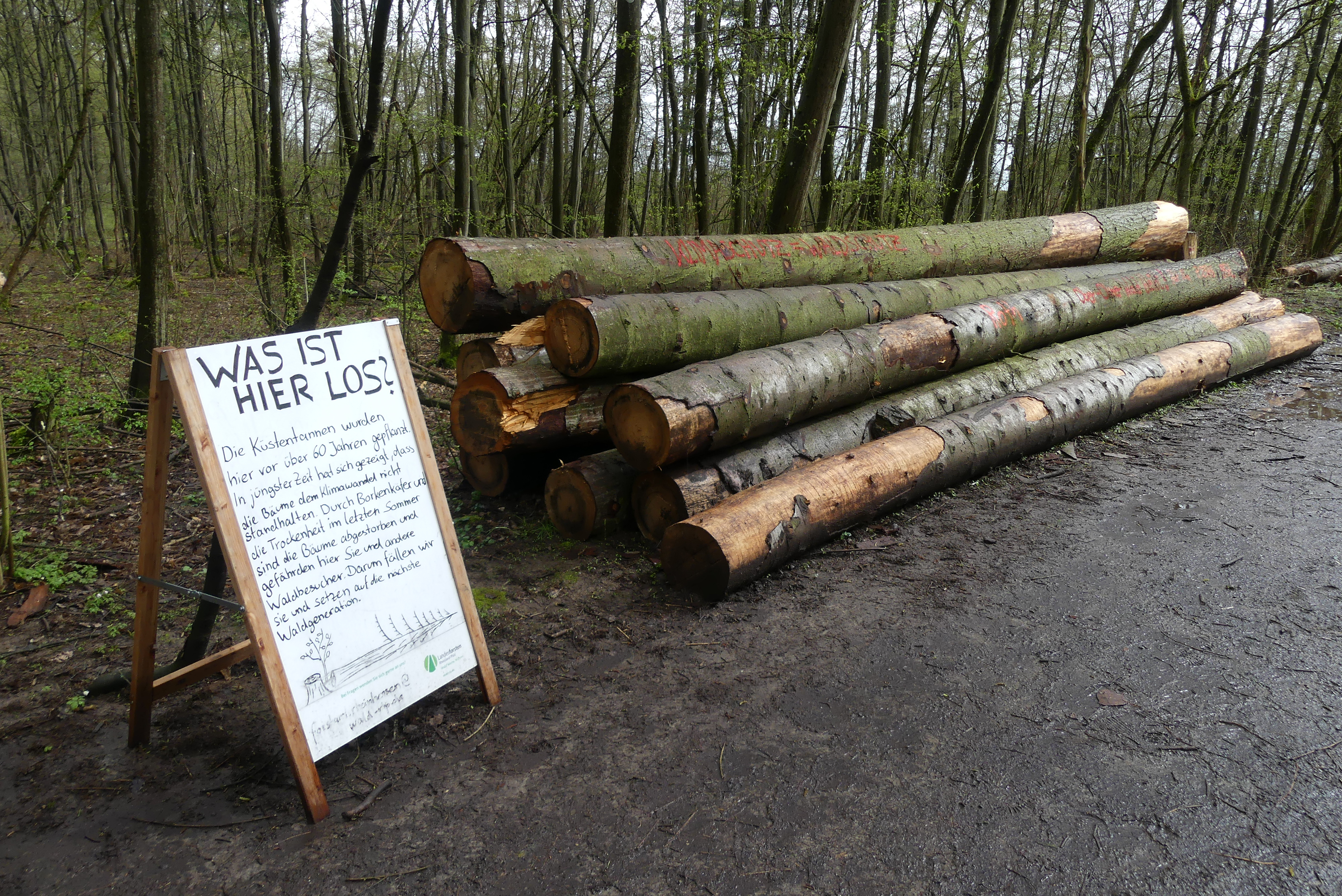
Anfang 2023: Fällung von circa 50 Küstentannen, die auf Grund des Klimawandels und der Dürresommer teilweise abgestorben waren und Passanten gefährdeten